# Leucodon secundus
Leucodon secundus là một loài Rêu trong họ Leucodontaceae. Loài này được (Harv.) Mitt. mô tả khoa học đầu tiên năm 1859.